# Quilengues
Quilengues (auch Kilengues) ist eine Kleinstadt und ein Landkreis in Angola.

## Geschichte
Die Besiedlung begann um 1770 durch Portugiesen. 1870 wurde der Ort unter portugiesischer Kolonialverwaltung zur Kleinstadt (Vila) erhoben und ist seither Sitz eines eigenen Kreises.

## Verwaltung
Quilengues ist Sitz eines gleichnamigen Kreises (Município) in der Provinz Huíla. Der Kreis umfasst eine Fläche von 4464 km² mit über 110.000 Einwohnern (Schätzung 2014). Die Volkszählung 2014 soll fortan gesicherte Bevölkerungsdaten liefern.
Der Kreis Quilengues setzt sich aus drei Gemeinden (Comunas) zusammen:
- Dinde
- Impulo
- Quilengues